# Stravaganza
Stravaganza est une série de romans anglaise écrite par Mary Hoffman.

## Romans
1. La Cité des masques, Pocket Jeunesse, 2006 ((en) City of Masks, 2002)
2. La Cité des étoiles, Pocket Jeunesse, 2006 ((en) City of Stars, 2003)
3. La Cité des fleurs, Pocket Jeunesse, 2007 ((en) City of Flowers, 2005)
4. La Cité des secrets, Pocket Jeunesse, 2009 ((en) City of Secrets, 2008)
5. (en) City of Ships, 2010
6. (en) City of Swords, 2012

## Personnages

### Personnages principaux
- Lucien Mulholland (Luciano Crinamorte), stravagante venu d'Angleterre (La Cité des masques, La Cité des étoiles)
- Arianna Gasparini, Duchessa actuelle de Belleza (La Cité des masques, La Cité des étoiles)
- Georgia O'Grady, stravagante venue d'Angleterre (La Cité des étoiles)
- Cesare Montalbani, fils de Paolo, ami de Georgia (La Cité des étoiles)
- Silvia Bellini, ancienne Duchessa de Belleza (La Cité des masques, La Cité des étoiles)
- Rodolfo Rossi, stravagante et régent de Belleza (La Cité des masques, La Cité des étoiles)
- William Dethridge (Dottore Crinamorte), stravagante venu de l'Angleterre élisabethaine (La Cité des masques, La Cité des étoiles)
- Falco di Chimici (Nicholas Duke), le fils benjamin du duc Niccolo (La Cité des étoiles)
- Mateo Bosco (Matt Wood) , stravangante venu d'Angleterre et apprenti imprimeur a Padavia (La Cité des secrets)

### Autres personnages

#### En Talie
- Gentile Bellini, le grand-père d'Arianna (La Cité des masques)
- Paola Bellini, la grand-mère d'Arianna, dentellière (La Cité des masques)
- Valeria Bellini, la mère adoptive d'Arianna et la sœur de Silvia (La Cité des masques)
- Angelo Gasparini, le fils cadet de Gianfranco et Valeria (La Cité des masques)
- Gianfranco Gasparini, le père adoptif d'Arianna (La Cité des masques)
- Leonora Gasparini, la "tante" d'Arianna (La Cité des masques, La Cité des étoiles)
- Tommaso Gasparini, le fils aîné de Gianfranco et Valeria (La Cité des masques)
- Paolo Montalbani, le maître d'écurie du Douzième du Bélier (La Cité des étoiles)
- Guido Parola, le protecteur de Silvia (La Cité des masques)
- Egidio et Fiorentino Rossi, les frères de Rodolfo (La Cité des masques)
- Aurelio Vivoide, un harpiste manouche (La Cité des étoiles)
- Barbara, la femme de chambre d'Arianna (La Cité des masques, La Cité des étoiles)
- Enrico, un espion réman (La Cité des masques, La Cité des étoiles)
- Giuliana, une doublure de Silvia, DCD (La Cité des masques)
- Ricardo, le maître d'écurie du Douzième des Jumeaux (La Cité des étoiles)
- Roderigo, le maître d'écurie de Santa Fina (La Cité des étoiles)
- Susanna, la femme de chambre de Silvia (La Cité des masques)
- Emilio, le maître d'écurie du Douzième de la Dame (La Cité des étoiles)
- Giovanni, le maître d'écurie du Douzième du Scorpion (La Cité des étoiles)
- César,fils de Paolo Montalbani jockey n°1 du douzième du bélier (La Cité des étoiles)

##### Famille Chimici
- Alfonso, duc de Volana, le frère de Rinaldo (cité)
- Carlo, le fils cadet du duc Niccolo (cité)
- Caterina, la sœur de Rinaldo (cité)
- Fabrizio, le fils aîné du duc Niccolo (cité)
- Ferdinando, pape et prince de Remora, le frère du duc Niccolo (La Cité des étoiles)
- Francesca Albani, cousine de Rinaldo, épouse du conseiller Albani (La Cité des masques)
- Gaetano, un fils du duc Niccolo (La Cité des étoiles)
- Niccolo, duc de Giglia, l'oncle de Rinaldo (La Cité des étoiles)
- Rinaldo, ambassadeur réman à Belleza (La Cité des masques, La Cité des étoiles)

#### En Angleterre
- Maura O'Grady, la mère de Georgia (La Cité des étoiles)
- Ralph Lewis, le beau-père de Georgia (La Cité des étoiles)
- Russell Lewis, le fils de Ralph (La Cité des étoiles)
- David Mulholland, le père de Lucien (La Cité des masques)
- Vicky Mulholland, la mère de Lucien (La Cité des masques)
- Mortimer Goldsmith, le vendeur d'antiquité (La Cité des étoiles)

## Lieux

### En Angleterre
- Londres :
  - Barnsbury School, l'école de Lucien et Georgia
  - Maison des Mulholland, y vivent : David et Vicky Mulholland
  - Maison de Georgia, y vivent avec Georgia : Maura, Ralph et Russell
  - Boutique d'antiquité de M. Goldsmith
  - haras (ou va Géorgia)

### En Talie
- Bellezza, l'équivalent de Venise (c'est là que se déroule l'intrigue du 1er roman)

La ville est traversée par plusieurs canaux, dont le plus important qui la traverse le Grand Canal. La place principale est la piazza Maddalena (Place Saint-Marc). Elle est située au pied de la cathédrale de Santa Maddalena (Basilique Saint-Marc), du campanile de Santa Maddalena (Campanile de Saint-Marc) et du Palazzo de la Duchessa (Palais des Doges). 
 Sur l'une des rives du Grand Canal, on trouve le palazzo de Rodolfo. Il y a dans la ville l'ambassade de Remora. La maison de Leonora donne sur une place.
Cathédrale de Santa Maddalena
La cathédrale est le principal lieu de culte à Bellezza. On y trouve un musée à l'étage auquel on accède par un petit escalier. C'est sur le balcon attenant au musée que la Duchessa fait ses apparitions. Il y a sur le balcon quatre taureaux d'airain.
Palazzo de la Duchessa
C'est la résidence de la Duchessa. Il y a une grande salle de réception dans laquelle sont donnés les festins, la Salle du Conseil, la chambre de la Duchessa et un "musée" des tenues de la Duchessa parmi d'autres pièces. Les murs de la Salle du Conseil sont entièrement recouverts de miroirs qui ont été commandés par Silvia. Elle seule connait la disposition des miroirs, lui permettant de savoir où se trouve son interlocuteur. Au cours du premier tome, la salle est détruite et Arianna ne la fait pas reconstruire. La chambre de la Duchessa est spacieuse. Les draps du lit sont entièrement en soie. Elle possède un passage secret relié au laboratoire de Rodolfo.
Palazzo de Rodolfo
C'est ici que vit Rodolfo. Au premier étage, on trouve le laboratoire de Rodolfo qui donne sur une terrasse située au-dessus des maisons. C'est du laboratoire que part le passage secret relié à la chambre de la Duchessa. Au dernier étage, il y a le bureau de Rodolfo où celui-ci range son matériel de divination.
Maison de Leonora
La maison de Leonora est une petite maison donnant sur une place de Bellezza. Dans le jardin, il y a une fontaine.
Ambassade de Remora
- Bellona, l'équivalent de Bologne
- Burlesca, l'équivalent de Burano
- Merlino, l'équivalent de Murano
- Montemurato
- Padavia, l'équivalent de Padoue
- Remora, l'équivalent de Sienne (c'est là que se déroule le 2e roman)
  - Douzième du Bélier
    - Écurie du Douzième

  - Douzième du Taureau
  - Douzième des Jumeaux
  - Douzième du Cancer
  - Douzième de la Lionne
  - Douzième de la Dame
  - Douzième de la Balance
  - Douzième du Scorpion
  - Douzième du Sagittaire
  - Douzième du Capricorne
  - Douzième du Verseau
  - Douzième des Poissons
- Torrone, l'équivalent de Torcello
- Romula, l'équivalent de Rome
- Giglia, l'équivalent de Florence (c'est là que se déroule le 3e roman)

## Talismans
Les talismans sont les objets qui permettent aux Stravagantes de passer d'un monde à l'autre.

Celui de Lucien est un carnet marbré rouge foncé et violet que son père lui a offert. C'est Rodolfo qui l'a amené, il a été fabriqué par son frère Egigio.

Celui de Georgia est une statue représentant un cheval ailé qu'elle a acheté à l'antiquaire M. Goldsmith. C'est Paolo qui l'a amené.

Celui de Sky est une fiole de parfum qui vient du laboratoire du monastère de Frère Sulien.

Celui de Matt est un vieux grimoire d'incantations et de sortilèges qui vient de l'imprimerie de Constantin.

## Homonymie
Stravaganza est le titre d'une série de manga de Akihito Tomi. Le personnage principal est la reine au casque de fer.